# 질화물
화학에서 질화물(영어: Nitride)은 질소의 화합물이다. 질화물은 무기 화합물이거나 유기 화합물일 수 있고, 염이거나 공유 결합 화합물일 수 있다. 질화물 음이온인 N3−은 매우 찾아보기 어렵지만, 질화물 화합물은 자연적으로 발생하는 경우가 드물기는 해도 그 수가 많다. 일부 질화물은 마모 방지 도장(예: 질화 타이타늄, TiN), 단단한 세라믹 재료(예: 질화 규소, Si3N4), 반도체(예: 질화 갈륨, GaN)와 같은 응용 분야에서 사용된다. GaN 기반 발광 다이오드 개발은 2014년 노벨 물리학상을 수상했다. 금속 질화물 착물도 흔하다.
무기 금속 질화물의 화학 합성은 질소 기체(N2)가 저온에서 반응성이 높지 않지만 고온에서는 더 반응성이 높아지기 때문에 어렵다. 따라서 저온에서의 질소 기체의 낮은 반응성과 고온에서의 N2의 엔트로피 구동 형성 사이에서 균형을 이루어야 한다. 그러나 질화물에 대한 합성 방법은 점점 더 정교해지고 있으며 이 물질은 기술적으로 점점 더 중요해지고 있다.

## 질화물의 용도
탄화물과 마찬가지로 질화물은 "N3−"과 금속 양이온의 강한 결합을 반영하는 높은 격자에너지 때문에 종종 내화물이다. 따라서 입방정 질화 붕소, 질화 타이타늄, 질화 규소는 절삭 재료 및 경질 코팅으로 사용된다. 층상 구조를 이루는 육방정 질화 붕소는 이황화 몰리브데넘과 유사하게 유용한 고온 윤활제이다. 질화물 화합물은 종종 큰 띠틈을 가지므로, 질화물은 일반적으로 절연체 또는 넓은 띠틈 반도체이다. 예로는 질화 붕소와 질화 규소가 있다. 넓은 띠틈 물질인 질화 갈륨은 발광 다이오드에서 청색광을 방출하는 데 유용하다. 일부 산화물과 마찬가지로 질화물은 수소를 흡수할 수 있으며, 수소저장과 관련하여 논의되어 왔다(예: 질화 리튬).

## 예시
이렇게 다양한 화합물 그룹의 분류는 다소 자의적이다. 삼염화 질소와 같이 질소에 -3 산화수가 부여되지 않은 화합물(여기서 산화수는 +3)은 포함되지 않으며, 암모니아 및 그 많은 유기 유도체도 포함되지 않는다.

### s-블록 원소의 질화물
안정적인 알칼리 금속 질화물은 보라색-붉은색의 질화 리튬(Li
3N) 하나뿐이며, 이는 리튬이 N
2 분위기에서 연소할 때 형성된다. 질화 나트륨과 질화 칼륨은 모두 합성되었지만 여전히 실험실 호기심의 대상이다. 그러나 M
3N
2 공식을 가진 알칼리 토금속의 질화물은 수가 많다. 예로는 질화 베릴륨(Be
3N
2), 질화 마그네슘(Mg
3N
2), 질화 칼슘(Ca
3N
2), 질화 스트론튬(Sr
3N
2)이 있다. 양전성 금속(리튬, 아연, 알칼리 토금속 포함)의 질화물은 공기 중의 수분을 포함하여 물과 접촉하면 쉽게 가수분해된다.
Mg
3N
2 + 6 H
2O  →  3 Mg(OH)
2 + 2 NH
3

### p-블록 원소의 질화물
질화 붕소는 여러 형태(다형성)로 존재한다. 질화 규소와 인의 질화물도 알려져 있지만, 전자가 상업적으로 중요하다. 질화 알루미늄, 질화 갈륨, 질화 인듐의 질화물은 각 원자가 사면체 자리를 차지하는 육방정 섬아연석 구조를 이룬다. 예를 들어, 질화 알루미늄에서는 각 알루미늄 원자가 사면체 꼭짓점에 네 개의 인접한 질소 원자를 가지며, 마찬가지로 각 질소 원자는 사면체 꼭짓점에 네 개의 인접한 알루미늄 원자를 가진다. 이 구조는 모든 탄소 원자가 사면체 자리를 차지하는 육방정 다이아몬드(론스달라이트)와 유사하다(그러나 우르짜이트는 섬아연석과 다이아몬드와는 사면체의 상대적인 방향에서 다르다). 탈륨(I) 질화물(Tl
3N)은 알려져 있지만, 탈륨(III) 질화물(TlN)은 알려져 있지 않다.

### 전이 금속 질화물
대부분의 금속 풍부 전이 금속 질화물은 비교적 정돈된 면심 입방정 또는 육방정계 조밀 쌓임 결정 구조를 가지며, 팔면체 배위를 이룬다. 때로는 이러한 물질을 "침입형 질화물"이라고 부른다. 이들은 일반적으로 모금속보다 훨씬 단단하고 연성이 적으며 공기 산화에 강하기 때문에 산업 금속공학에 필수적이다. 3족 원소 금속의 경우, ScN과 YN이 모두 알려져 있다. 4족 원소, 5족 원소, 6족 원소 전이 금속(티타늄, 바나듐, 크롬 그룹)은 모두 화학적으로 안정적이고 내화물성 질화물을 형성하며 녹는점이 높다. 질화 타이타늄, 질화 지르코늄, 질화 탄탈럼의 박막은 많은 산업 표면을 보호한다.
7족 원소 및 8족 원소 전이 금속의 질화물은 질소가 부족한 경향이 있으며, 고온에서 쉽게 분해된다. 예를 들어, 질화 철Fe
2N은 200°C에서 분해된다. 질화 백금과 질화 오스뮴은 N
2 단위를 포함할 수 있으므로 질화물이라고 부르면 안 된다.
11족 원소 및 12족 원소의 더 무거운 원소의 질화물은 질화 구리(Cu
3N)와 질화 아연(Zn
3N
2)보다 덜 안정하다. 건조한 질화 은(Ag3N)은 가장 작은 접촉, 심지어 떨어지는 물방울에도 폭발할 수 있는 접촉 폭약이다.

### 란타넘족 및 악티넘족 질화물
란타넘족 및 악티늄족의 질화물을 포함하는 종은 결합의 공유 결합성을 결정하는 데 유용한 도구를 제공할 수 있으므로 과학적인 관심 대상이다. 핵 자기 공명(NMR) 분광법과 양자 화학 분석은 금속 질화물 결합이 이온성 또는 공유성 특성을 가지는 정도를 결정하는 데 자주 사용되었다. 한 예로, 우라늄 질화물은 알려진 질소-15 화학 이동 중에서 가장 높은 값을 가진다.

### 분자성 질화물

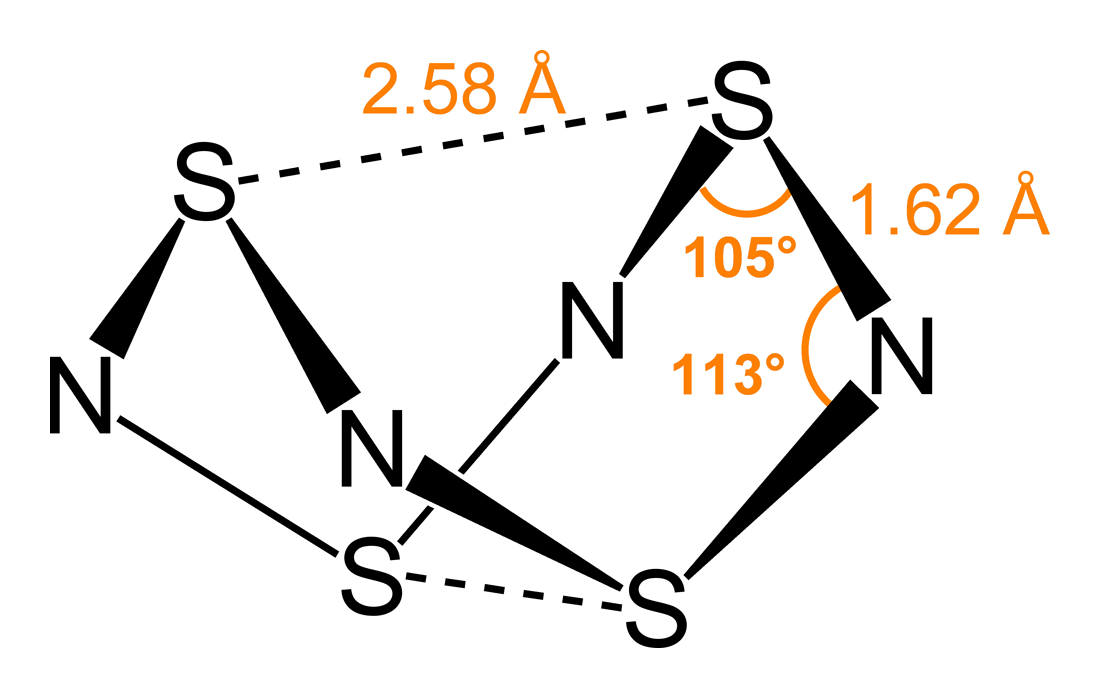
S4N4은 전형적인 이원 분자성 질화물이다.

많은 금속이 특수 문서에 논의된 바와 같이 분자성 질화물 착물을 형성한다. 주족 원소도 일부 분자성 질화물을 형성한다. 사이아노젠((CN)
2)과 사황 사질화물(S
4N
4)은 분자성 이원(질소 외에 다른 원소 하나를 포함하는) 질화물의 드문 예이다. 이들은 비극성 용매에 용해된다. 둘 다 중합을 겪는다. S
4N
4도 원소에 비해 불안정하지만, 등구조성인 Se
4N
4보다는 덜하다. S
4N
4를 가열하면 중합체가 형성되며, 다양한 분자성 황 질화물 음이온 및 양이온도 알려져 있다.
질화물과 관련되지만 구별되는 것으로는 과질화물 이원 음이온(N2−
2)과 아자이드 삼원 음이온(N3−)이 있다.